# 化处镇
化处镇，是中华人民共和国贵州省安顺市普定县下辖的一个乡镇级行政单位。

## 行政区划
化处镇下辖以下地区：
化处社区、化处村、播仁村、水井村、水母村、戛卧村、焦家村、硐口村、田坝村、朵贝村、播改村、腊柳村、米润村、化处新寨村、胡家湾村、熊家林村、张家寨村、林改村、戛打村、播咱村、水母新寨村、下水母村、偏坡村、白果村、陶家寨村、老水母村、苑坝村、后山村、火把村、下纸厂村、长箐村、岩峰村、滥坝村、杉木村和沙包村。

## 交通
- 沪昆铁路：化处站